# بایرام‌کوخالی
بایرام‌کوخالی (به لاتین: Bayramkoxalı) یک منطقه مسکونی در جمهوری آذربایجان است که در شهرستان قبله واقع شده است. بایرام‌کوخالی ۱۰۳۹ نفر جمعیت دارد.